# Конрад фон Хётцендорф, Франц
Граф Франц Ксавьер Иосиф Конрад фон Хётцендорф , также Гётцендорф (нем. Franz Xaver Joseph Graf Conrad von Hötzendorf; 11 ноября 1852, Пенцинг, Австрия — 25 августа 1925, Бад-Мергентхайм, Баден-Вюртемберг, Германия) — австро-венгерский генерал-фельдмаршал (25.11.1916), начальник генерального штаба австро-венгерских войск накануне и во время Первой мировой войны, военный теоретик.

## Биография

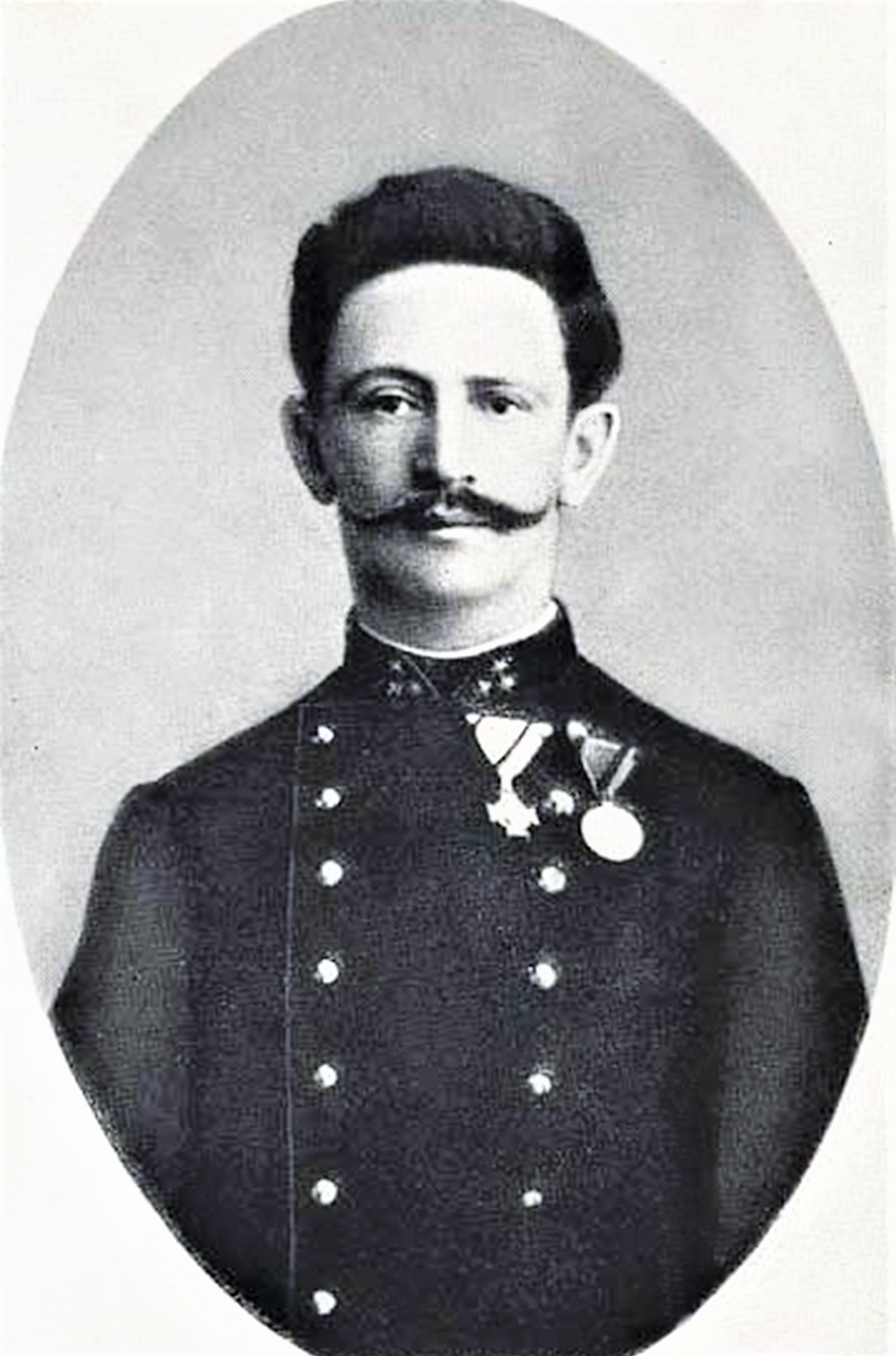
Капитан Хётцендорф, 1879 г.

Родился в Пенцинге, пригороде Вены, в семье отставного гусарского полковника и венской актрисы, дочери художника Кюблера.
Гётцендорф принадлежал к южно-моравскому аристократическому роду, его прадед был в 1816 году возведен в потомственное дворянство с прибавлением к своей фамилии — Конрад — девичьей фамилии своей жены, происходившей из палатинатской семьи фон Хётцендорф.
В 1867 году после окончания кадетской школы поступил и в 1871 году окончил элитную Терезианскую военную академию, став лейтенантом. Начал свою офицерскую службу в 11 егерском батальоне.
В период с 1874 по 1876 год Конрад проходит курс Военной академии генерального штаба (нем. k.u.k. Kriegsschule), после окончания которой получил назначение в штаб 6-й кавалерийской бригады, в составе которой в 1878 — 1879 гг. в чине обер-лейтенанта участвует в оккупации Боснии и Герцеговины. 
В 1879 — 1883 гг. служил в картографическом отделе. Продолжая служить на южной границе, Конрад в 1881 году командируется в секретную поездку по Сербии, в которой близко знакомится с жизнью этой страны. В 1883 году по делам службы находился в России.
В 1882 году Конрад ротным командиром по собственной просьбе принимает участие в подавлении инсургентского движения в южной Далмации.
С осени 1883 года по 1887 год Конрад находится в должности начальника штаба 11 пехотной дивизии в Львове (нем. Lemberg), в 1887 году служил в оперативном бюро генштаба, а с 1888 года в стенах Военной академии в качестве лектора тактики, в каковой должности он пребывает до 1892 года. В этот период, в 1891 году вышел его труд «К изучению тактики».
В 1886 году Хётцендорф женился на Вильме (Вильгельмине) фон Ле Бо (нем. Vilma Le Beau) (1860—1905), от которой у них родились четверо сыновей. После смерти жены в 1905 году Хётцендорф женится повторно 19 октября 1915 года на уже разведённой в тот момент Виргинии (Джине) фон Рейнингхаус (нем. Virginia von Reininghaus). Вторая женитьба вызвала скандал в обществе: когда Хётцендорф начал роман с Виргинией, она была замужем и у неё уже было шестеро детей. Кроме того, Виргиния и её супруг Иоганн были католиками, и чтобы развестись, ей пришлось перейти в протестантизм. Вторая жена также поссорила Хётцендорфа с детьми от первого брака, так как брак состоялся против их воли.
В 1892 году Конрад возвращается в строй для цензового командования батальоном (в 93-м пехотном полку). В 1895 году назначается командиром 1-го пехотного полка в Троппау (Опава). С 1899 года командир 55-й пехотной бригады в Триесте. Осенью 1903 года Конрад уже в должности начальника 8 пехотной дивизии (в Инсбруке — в Тироле), постепенно продвигаясь на пост командира корпуса.
В 1906 году при поддержке наследника престола эрцгерцога Франца Фердинанда (с которым познакомился в 1898 году, когда наследник был с инспекцией в 1-м пехотном полку) назначен начальником Генерального штаба. На этом посту отличался энергичной деятельностью по реорганизации и перевооружению армии, усилению артиллерии, лоббировал ряд нововведений в вооружённых силах, требовал значительного увеличения их финансирования. Как глава т. н. «военной партии», выступал за проведение Австро-Венгрией агрессивной внешней политики: превентивной войны с Сербией и Черногорией, установлению гегемонии в Албании. Не доверяя союзу с Италией, призывал к укреплению австро-итальянской границы. В связи с этим Конрад фон Хётцендорф находился в конфликте с парламентами обеих частей империи, а также министром иностранных дел Алоизом фон Эренталем и в 1911—1912 гг., был отстранен от должности начальника Генерального штаба (находился в должности армейского инспектора). 
26 декабря 1912 года назначен вновь начальником Генштаба австро-венгерской армии. Продолжил вмешиваться в политические вопросы, в результате чего наследник престола в марте 1913 года письменно потребовал от него не оказывать влияния на министра иностранных дел   фон Берхтольда. Однако Конрад это требование проигнорировал.

## Первая мировая война

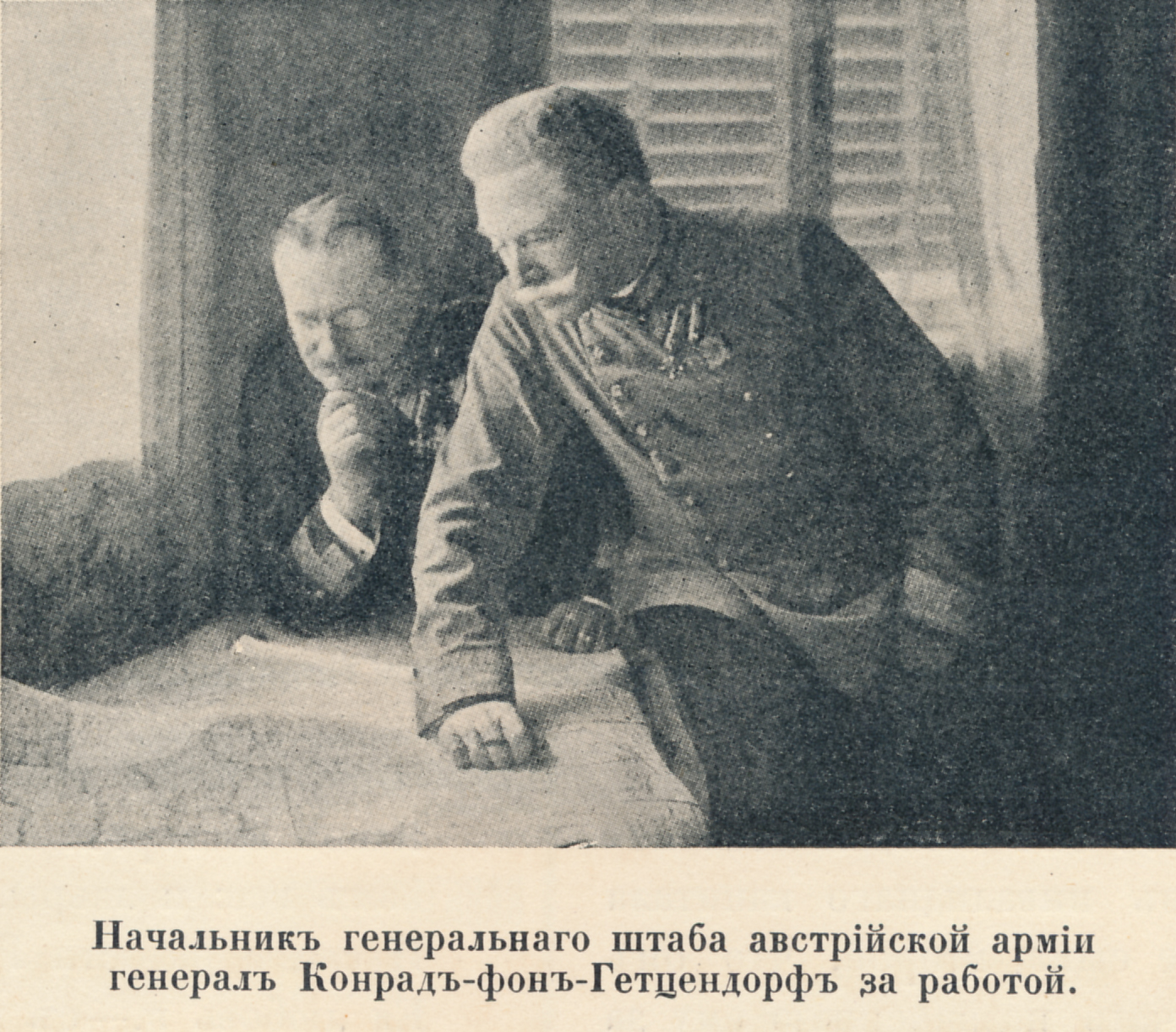

Конрад фон Хётцендорф с невероятной энергичностью после Сараевского убийства повёл дело к объявлению войны Сербии. Он сильно переоценивал силу австро-венгерской армии, думая, что она сможет на равных противостоять русской армии, и полагал, что более слабую империю Габсбургов всегда и во всем поддержит Германия. Наконец он считал, что если древней империи Габсбургов суждено погибнуть, то погибнуть надо с честью, не уронив воинскую честь Австрии. С объявлением мобилизации он стал начальником полевого Генштаба при главнокомандующем эрцгерцоге Фридрихе, фактически руководя всеми действиями австрийской армии в первую очередь на карпатском (русском) фронте.
Под его руководством армия двуединой монархии сразу перешла в наступление в самом слабом месте русского фронта — в районе Люблин-Холм. Наступающая 1-я армия генерала Виктора Данкля под Красником 7-12 августа нанесла поражение 4-й русской армии генерала барона А. Е. Зальца. Но русские перегруппировали свои войска, подвезли резервы и нападение австрийцев было отбито. 
Маневр Гетцендорфа с переносом тяжести удара на южный фланг Галицийской битвы был смелым, но русские выиграли темп операции.
В то же время 3-я и 8-я русские армии генералов Н. В. Рузского и А. А. Брусилова в ходе Галицийской битвы нанесли тяжелейшее поражение войскам Австро-Венгрии, 21 августа русские войска вошли в столицу Галиции — Лемберг, всего австро-венгерские войска потеряли 400 тысяч человек, из которых пленными — 100 тысяч. Потери русских армий были вдвое меньше. Ответственность за разгром в Галиции несет Конрад фон Хётцендорф. Германский союзник, увлеченный всецело маршем на Париж, почти ничем не поддержал Австро-Венгрию, и Хётцендорф по праву назвал это предательством. Ему принадлежит и спасительная для гибнущей Австро-Венгрии идея Горлицкой операции, в которой, используя переброшенные с Западного фронта отборные немецкие дивизии и в особенности тяжелую и сверхтяжелую артиллерию, был достигнут реванш за разгром в Галиции. Активно действовал в Ровенской операции 1915 г. Новым сокрушительным ударом с востока для ослабленной Австро-Венгрии стало русское наступление летом 1916 года (Брусиловский прорыв), вновь от полного уничтожения австрийцев спасли переброшенные с Западного фронта немецкие войска.
После вступления на престол нового императора Карла 28 февраля 1917 года Конрад был с понижением назначен командующим 11-й армией, стоявшей на итальянском фронте в Тироле. 15 июля 1918 года он был отстранен и от этого поста и назначен на декоративную должность в лейб-гвардии.

## Последние годы жизни
После окончания войны был председателем союза выпускников Терезианской академии, занимался изучением философии и религии.
Умер на курорте Бад-Мергентхайм, земля Баден-Вюртемберг, Германия от болезни желчного пузыря. Был с воинскими почестями похоронен в Вене.

## Оценки

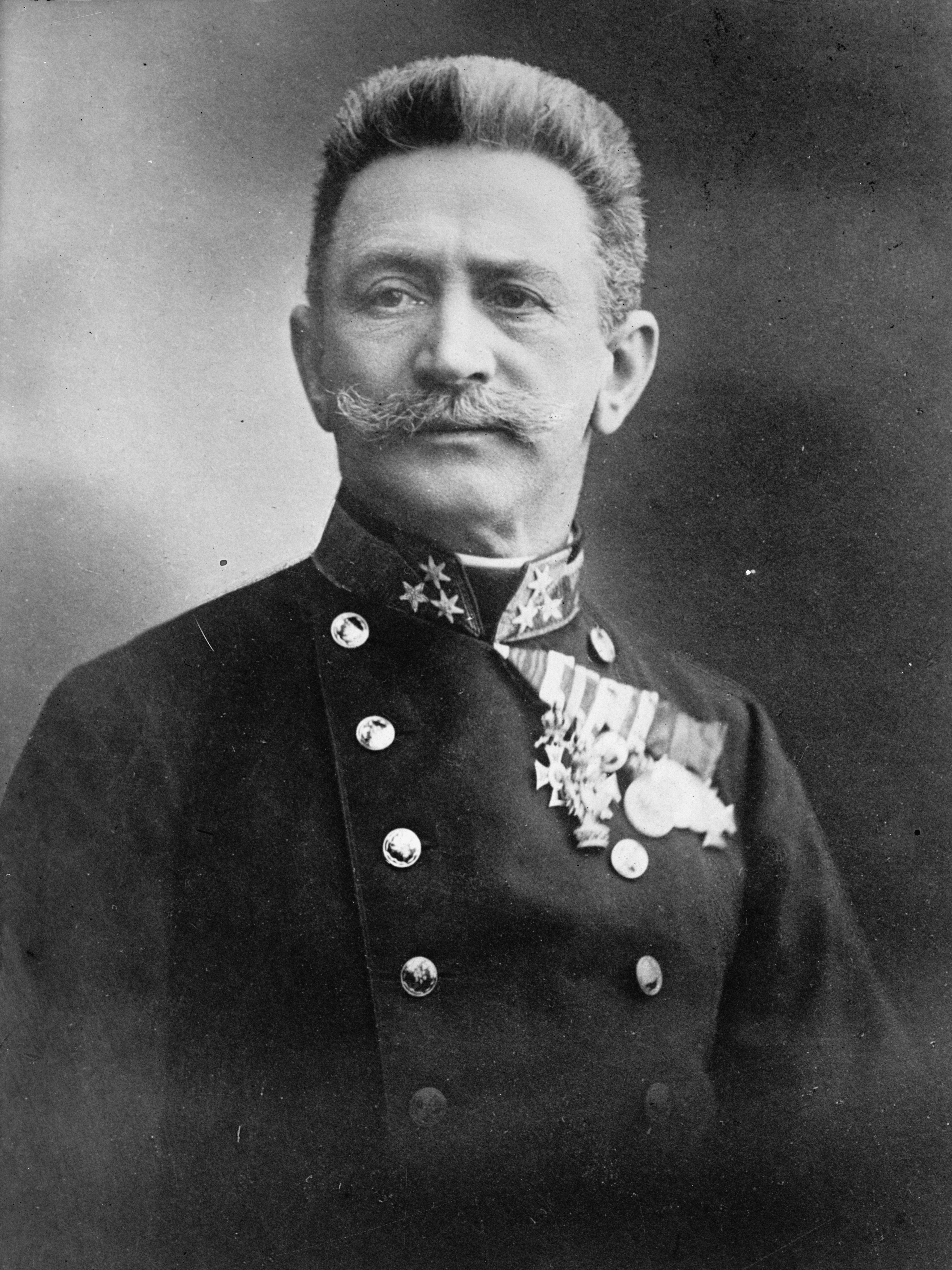
Конрад фон Хётцендорф, 1914 г.

В европейской исторической науке личность и деятельность Конрада фон Хётцендорфа со времён окончания Первой мировой войны и по настоящее время является предметом дебатов и споров. Одни называли его «архитектором Апокалипсиса», ответственным за развязывание Первой мировой войны и крушение империи Габсбургов, другие — выдающимся стратегом, третьи указывают на множество его ошибок отказываются признавать за ним полководческий талант, четвёртые пишут, что он просто оказался не на своём месте в критический момент истории.

## Сочинения
- К изучению тактики. нем. "Zum Studium der Taktik", Wien 1891;
- Сборник «Тактических задач», нем. "Taktik Aufgaben", Heft 1-3 Wien 1892—1896;
- Введение в изучение тактического устава. нем. "Vorgang beim Studium unserer taktischen Reglements", Wien 1895;
- Боевая подготовка пехоты, нем. "Die Gefechtsausbildung der Infanterie", Wien 1900;
- Пехотные вопросы и опыт Бурской войны, нем. "Infanteristische Fragen und die Erscheinungen des Boerenkrieges", Wien 1903;
- Моя служба 1906–1918. нем. "Aus meiner Dienstzeit 1906–1918", Wien 1921 - 1925;